# Массапекуа-Парк
Массапекуа-парк (англ. Village of Massapequa Park) — деревня на южном побережье Лонг-Айленда, в южной части города Ойстер-Бэй.
Первыми поселенцами Массапекуа были индейцы из группы ленапе, которые говорили на алгонкинских языках.
Поселение Массапекуа возникло около 1658 года, когда город торговцы города Ойстер купили его у вождя местного племени.
В XIX веке семьи немецкого происхождения переехали из Бруклина на место, где сейчас расположен Массапекуа-Парк; образовавшаяся община стала называться Вуртенберг или Штадтвуртенбург. Главной достопримечательностью и центром был отель «Вудкасл» — постоялый двор, построенный в 1868 году на Фронт-стрит, рядом с пожарной частью. Он был уничтожен пожаром в 1952 году и заменён домами.
На момент начала Второй Мировой вийны население составляло 3000 человек; по перепеси 2020 годан аселение составляло 17 109 человек.